# Jasenovo (gmina Despotovac)
Jasenovo (cyr. Јасеново) – wieś w Serbii, w okręgu pomorawskim, w gminie Despotovac. W 2011 roku liczyła 959 mieszkańców.